# خسوس گارسیا (بازیکن بسکتبال)
خسوس گارسیا (اسپانیایی: Jesús García‎؛ زادهٔ ۲۴ فوریهٔ ۱۹۵۲) بازیکن بسکتبال اهل مکزیک بود. وی در بازی‌های المپیک تابستانی ۱۹۷۶ شرکت کرده‌است.